# ألم نفسي المنشأ
ألم نفسي المنشأ (psychogenic pain) هو مصطلح قديم يشير إلى الألم الذي لا يحدث بشكل مباشر بسبب إصابة أو مرض جسدي. وبدلا من ذلك ينشأ هذا النوع من الألم في الدماغ ويحدث بسبب مجموعة من العوامل، بما في ذلك الصحة العقلية والتاريخ والظروف الشخصية والحالات الصحية الأخرى وهو ألم الجسدي يحدث أو يزيد أو يطول بسبب عوامل عقلية أو عاطفية أو سلوكية دون وجود دليل على الإصابة الجسدية أو المرض.